# Jet (DC Comics)
Este es un artículo sobre Celia Windward.  Para el personaje de Wildstorm Comics, ver Jet (Wildstorm).
Jet (Celia Windward), una superheroína ficticia de DC Comics, exmiembro de  los Nuevos Guardianes (New Guardians) y actual líder de los Guardianes Globales (Global Guardians).

## Historia
Los creadores de los Green Lantern Corps, los Guardianes del Universo, habían planeado crear a sus sucesores, una raza de nuevos Guardianes en la Tierra, y para esto uno de ellos se reunió con una mujer alienígena Zamaron. Ambos enfocaron sus poderes en el "Proyecto Millennium" y reunieron a diez personas para instruirlos acerca de la naturaleza del cosmos y proporcionarles la inmortalidad y poderes metahumanos. Una de estas personas fue una joven de Jamaica llamada Celia Windward, a quienes los Guardianes le dieron el poder de controlar energías electromagnéticas. Ella se convirtió en Jet y, junto con los otros héroes que habían sido creados los Guardianes, formó parte del grupo llamado (muy apropiadamente) los Nuevos Guardianes. Jet combatió a varios enemigos, pero contrajo una enfermedad mortal enfrentando al horrible Hemo-Goblin, también llamado "el vampiro del SIDA". Sus síntomas estaban empeorando cuando utilizó la energía que le quedaba para rechazar una invasión alienígena; este acto le costó la vida.

### Un año después
Durante los acontecimientos de Un año después, Jet aparece con vida y dirigiendo a los Guardianes Globales. Ha denunciado públicamente la forma de actuar de los Linternas Verdes, alegando que violan las leyes de países extranjeros y socavan los intentos de su grupo por demostrar que los metahumanos pueden actuar sin restricciones del gobierno. Ha estado reuniendo más héroes no estadounidenses, e incluso obligó a la nueva Zorra Carmesí (Crimson Fox) a unirse a su equipo.

## Poderes y habilidades
Jet posee la habilidad de generar varias formas de olas electromagnéticas (por ejemplo, microondas) y de emplearlas de distintas maneras. Puede realizar descargas de calor, fuerza y electricidad, emitir pulsos electromagnéticos, mover y manipular metales mediante campos magnéticos, y ver espectros de luz más allá de lo normal (por ejemplo, puede ver luz ultravioleta e infrarroja. También puede volar "cabalgando" los campos electromagnéticos de la Tierra (vía levitación magnética. Cuando usa sus poderes, su cabello se convierte en llamas verdes, pero (irónicamente) no posee ningún tipo de habilidades relacionadas con el fuego.

## En otros medios
Celia Windward aparece en la tercera temporada de Young Justice, con la voz de Lauren Tom.